# 対地同期軌道
対地同期軌道（たいちどうききどう、英: geosynchronous orbit）は、地球の自転周期と一致する軌道周期をもつ地球周回軌道のことである。この同期の意味は、同期軌道上の衛星が地上の一地点の観察者から見て毎日同じ時刻に空の同じ一点にあるということである。赤道上空の同期軌道をとくに静止軌道という。
準同期軌道は地球の自転周期の半分(11時間58分)の軌道周期である。一例としてモルニヤ軌道や全地球測位システムの衛星軌道がある。

## 軌道の特徴
対地同期軌道はいずれも42,164kmの平均半径をもつ。この軌道の傾斜角がゼロではない場合と軌道が偏心している場合、この衛星の地上の軌跡は多少変形し、一太陽日につき一度同じ場所に戻る。

## 特殊な対地同期軌道

### 静止軌道
地球の赤道上空にある飛行体が描く周回静止軌道は、地球の中心から約42,164kmの半径をもつ。するとこの軌道上の衛星は、平均海水面の上空約35,786kmの高度にあることになる。そして地上に対して同じ位置をとり続ける。静止軌道上の衛星（静止衛星）を地上から観察すると、空の同一点に浮いたまま静止しており、その背後の太陽・月・恒星・惑星などが日周運動で移動して見える。この軌道は地球上の特定のエリアをサービス対象とする通信衛星・放送衛星などに有用である。

### 準天頂軌道・ツンドラ軌道
大きな軌道傾斜角と多少の離心率を持たせ、中高緯度の特定地域の上空に長く滞在するようにした軌道。

## 地球以外の天体を巡る同期軌道
同期軌道は適切な速度で自転するあらゆる衛星・惑星・恒星・ブラックホールの周りに存在しうる。その条件は周期が長すぎ（軌道半径が長すぎ）ずヒル球の外に出ないこと、また周期が短すぎ（軌道半径が小さすぎ）ず主天体に呑み込まれないこと（あるいはロッシュ限界より外であること）である。

## その他の同期軌道
（未実現の軌道も記す）
楕円軌道は地上局や受信者の視野に通信衛星を収めるために軌道設計される。楕円対地同期軌道上の衛星は空にアナレンマを描きながら地上局の視野の中で信号を発信する。離心率の大きな楕円軌道の場合、地上局には衛星追跡のためのステアリング機能が必要になる。
理論上、太陽風帆走など重力以外の力を利用できる場合にはアクティブ（能動）制御対地同期軌道を保持することができる。この場合重力体により規定形成される円錐曲線とは違う形状の軌道（高高度・低高度・離心率の大きな楕円・離心率の小さな楕円・その他）をとる対地同期軌道たりうる。ただしこれを実現するデバイスはまだ机上に存在するに過ぎない。
対地同期軌道の別の形態としては、一端を地上に係留した構造物（軌道エレベーター）が理論上は可能である。もし張力により位置を固定できれば重力のみによる場合より長い軌道周期を維持できる。

## 歴史
作家のアーサー・クラークは通信衛星を静止軌道で使うアイデアを提示したとされている。そのためこの軌道は『クラーク軌道』ともいわれる。この軌道上の人工衛星群を『クラークベルト』とよぶこともある。
対地同期軌道に打ち上げられた初の通信衛星は1963年のシンコム2である。以来対地同期軌道は衛星テレビ中継用などに広く使われている。
当初静止衛星は衛星携帯電話の回線も運用していたが最近はあまりつかわれない。その理由のひとつは衛星経由の通信にはタイムラグが発生するからである。衛星経由の電磁波は片道に約1/8秒、往復では約1/4秒を要し、この遅延は会話が混乱しやすくなると言われる300ミリ秒に迫る。またインターネットが世界的に普及して通信衛星の需要を奪う形にもなった。もちろん、地上局による携帯電話の普及も無視できない。
地上で人口の多い土地には現在マイクロ波や光ファイバーを使った地上通信施設が普及している。衛星電話回線の使用は、カナダ北極圏の島々、南極、アラスカの僻地、グリーンランド、太平洋や東南アジアの島嶼部、海上船舶など遠隔地に多い。